# Липец (Псковская область)
Липец — деревня в Великолукском районе Псковской области России. Входит в состав Лычёвской волости.

## География
Расположена в центре района, в 20 км к юго-востоку от Великих Лук.

## Население
| 2001 | 2002 | 2010 |
| ---- | ---- | ---- |
| 155  | ↗158 | ↘144 |

Численность населения деревни по состоянию на начало 2001 года 155 жителей.

## История
В деревне Липец расположено братское захоронение погибших во Вторую мировую войну. Первичные захоронения производились с 20 августа 1941 года по 15 января 1943 года. Перезахоронения производились в 1946 и в 1950 годах. 